# Curimagua
Curimagua is een geslacht van spinnen uit de familie Symphytognathidae.

## Soorten
- Curimagua bayano Forster & Platnick, 1977
- Curimagua chapmani Forster & Platnick, 1977